# 東京都道125号東久留米停車場線

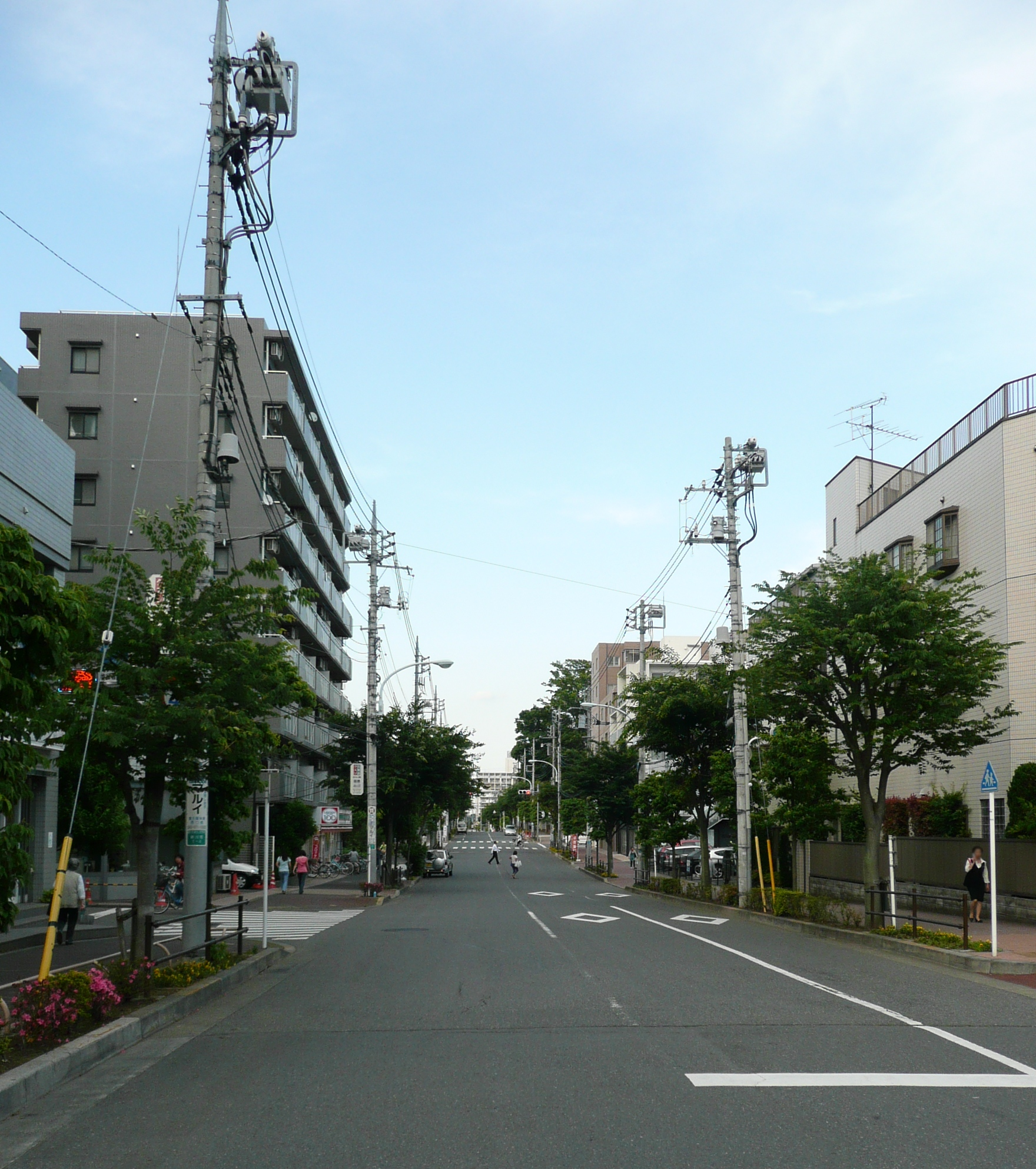
東京都道125号東久留米停車場線（東久留米駅前にて、2010年6月）

東京都道125号東久留米停車場線（とうきょうとどう125ごう ひがしくるめていしゃじょうせん）は、西武池袋線東久留米駅東口から北東方向へ延びる一般都道。「浄牧院通り」の通称名を持つ。

## 概要
東久留米駅東口の駅前通りを成す都市計画道路（東村山3・4・20）である。東久留米市施行路線として、新座市境までの延伸計画がある。

### 路線データ
- 起点：東久留米駅東口
- 終点：東久留米市金山町2丁目1番地先（東京都道24号練馬所沢線交点）
- 通過する自治体：東京都東久留米市
- 通称名：浄牧院通り

## 交差する道路
- 東京都道234号前沢保谷線（東久留米市新川町1丁目6番地先）
- 東京都道24号練馬所沢線（東久留米市金山町2丁目1番地先・終点）